# Makronisos
Makronisos (řecky Μακρόνησος, „dlouhý ostrov“) je řecký ostrov v souostroví Kyklady v Egejském moři u pobřeží Attiky. Nachází se 4 km východně od města Lavrio na pobřeží pevniny a 17 km severozápadně od ostrova Kea.

## Geografie
Rozloha ostrova je 18,427 km². Nejvyšší bod Trypiti dosahuje nadmořské výšky 280 m.

## Obyvatelstvo
Uprostřed západního pobřeží ostrova se nachází jediná stejnojmenná vesnice, kde žilo v roce 2011 9 obyvatel.

## Historie
Ve starověku se ostrov nazýval Helena (Ελένη) na památku Heleny, která se zde vylodila po trójské válce.
V listopadu 1916 se u pobřeží ostrova potopil parník Britannic, který najel na minu.
Makronisos byl tradičně vězeňským ostrovem. Za balkánských válek zde byli internováni váleční zajatci a po řecko-turecké válce uprchlíci z Malé Asie. V době občanské války a vlády plukovníků byl na ostrově zřízen kárný tábor pro lidi obviněné ze spojení s komunisty, kteří zde byli podrobeni brutální převýchově zahrnující mučení a nucené práce. Ostrov proto získal přezdívku „řecké Dachau“. Vězněni zde byli např. Janis Ritsos, Thanasis Vengos, Mikis Theodorakis nebo Apostolos Santas, celkově táborem prošlo okolo šedesáti tisíc osob (z toho polovinu tvořili civilisté).
Od roku 1989 je ostrov s troskami lágru chráněn jako národní památka. Švýcarský režisér Olivier Zuchuat natočil v roce 2012 o historii Makronisu dokumentární film Comme des lions de pierre à l'entrée de la nuit.